# Manuel Vázquez Hueso
Manuel Vázquez Hueso (Churriana de la Vega, 31 maart 1981) is een Spaans wielrenner. Hij won diverse etappes in kleinere rittenkoersen op het Iberisch Schiereiland en is een redelijk klassementsrenner. Van 2003 tot 2005 was hij vaak geblesseerd. Hij liep een zwaar maagvirus op, een gebroken pols en een gebroken sleutelbeen. Hierdoor kwam hij pas op relatief late leeftijd, op zijn 24ste, bij een professionele wielerploeg terecht.
In de Ronde van Spanje van 2007 droeg hij één dag de witte trui van het combinatieklassement. Hij won al eerder nevenklassementen in de rondes van Murcia en La Rioja en het algemeen klassement van de Ronde van Alentejo.

## Belangrijkste overwinningen
2003
- 1e etappe Ronde van León

2004
- 4e etappe Ronde van Galicië

2005
- 5e etappe Ronde van Extremadura

2006
- 3e etappe Ronde van La Rioja

2007
- 1e etappe Ronde van Alentejo
- Eindklassement Ronde van Alentejo

2008
- 3e etappe Ronde van Valencia
- 1e etappe Regio-Tour

## Resultaten in voornaamste wedstrijden
| Jaar | Ronde van Italië | Ronde van Frankrijk | Ronde van Spanje |
| ---- | ---------------- | ------------------- | ---------------- |
| 2007 |                  |                     | 49e              |
| 2009 |                  |                     | 15e              |

| Jaar |  | Wereldranglijsten |
| ---- |  | ----------------- |
| 2007 |  |                   |
| 2009 |  | 140e (UWK)        |